# Референдум в Литве (2003)
Референдум о вступлении Литвы в Европейский союз прошёл с 10 по 11 мая 2003 года. В голосовании приняло участие более 60 % процентов зарегистрированных избирателей и более 90 % из них высказались в поддержку вступления Литвы в Евросоюз.

## Контекст плебисцита
Отношения и сотрудничество между Литвой и Европейским союзом начались 27 августа 1991 года, когда Европейское экономическое сообщество (предшественник Европейского союза) приняло решение признать независимость Литвы.
8 декабря 1995 года Правительство Литовской Республики направило официальный запрос в ЕС о присоединении к союзу. В июле 1997 года опубликовано мнение Европейской комиссии, которая включила Литву в число стран готовых присоединиться к Евросоюзу. В декабре 1999 года на саммите Европейского Совета в Хельсинки Литва получила приглашение начать переговоры о вступлении в ЕС. Официальное приглашение вступить в ЕС было сделано в декабре 2002 года на саммите в Копенгагене.
С июня 2002 года по февраль 2003 года литовский парламент рассматривал и принимал поправки в закон Литвы о референдуме. Ранее для принятия решения требовалось чтобы в его поддержку высказалось более 50 % избирателей от числа пришедших голосовать. После внесения поправок для принятия решения было достаточно простого большинства участников, в то же время порог явки для признания итогов референдума действительными был сохранён прежний, более 50 % от числа зарегистрированных избирателей. Чтобы увеличить явку голосование решили проводить два дня, голосование по почте было разрешено в течение 11 дней до референдума. Затем Сейм установил дату референдума о вступлении ЕС на 10—11 мая и сформулировал вопрос для голосования — «Я согласен с членством Литвы в Европейском Союзе».

## Кампания
Информационная кампания за вступление Литвы в Европейский Союз была начата в 2000 году. В неё были вовлечены староства Литвы и католическая церковь. Кампания оказалась успешной. Опросы общественного мнения, согласно которым в конце 1999 года только 29 % опрошенных поддерживали вступление Литвы в ЕС, показали устойчивый рост поддержки евроинтеграции в годы, предшествовавшие референдуму.
Практически все основные политические партии Литвы поддержали членство в ЕС. Президент Литвы Роландас Паксас, агитируя избирателей за вступление в Евросоюз, облетел вокруг страны на своём самолёте, одновременно выполняя фигуры высшего пилотажа. Нашлись и противники евроинтеграции. Против членства в ЕС выступили производители молока, представители русской общины и крайне правых националистов, но их кампания оказалась слабой и плохо организованной.

## Вопрос референдума
Я поддерживаю членство Литовской Республики в Европейском Союзе.
Оригинальный текст (лит.)Pritariu Lietuvos Respublikos narystei Europos Sąjungoje.

## Явка
После того как опросы общественного мнения показали устойчивый рост числа сторонников членства Литвы в ЕС, основной заботой организаторов референдума стала явка избирателей. После первого дня голосования явка составила лишь 30 %. Президент и премьер-министр выступили на телевидении, чтобы призвать литовцев отдать свои голоса. Литовские супермаркеты также включились в кампанию по повышению явки, начав во второй день голосования предлагать скидки на пиво, шоколад и мыло для тех, кто проголосовал. Во вторую половину дня в воскресенье был зафиксирован всплеск в голосовании, связанный с тем, что многие литовцы отправились голосовать после церковной службы. В результате явка составила более 60 %, намного превысив требуемый уровень.

## Результаты
| Выбор                                      | Голоса    | %     |
| ------------------------------------------ | --------- | ----- |
| За                                         | 1 504 264 | 91,07 |
| Против                                     | 147 527   | 8,93  |
| Недействительных голосов/пустых бюллетеней | 20 526    | -     |
| Всего                                      | 1 672 317 | 100   |
| Зарегистрированных избирателей/Явка        | 2 638 886 | 63,37 |
| Источник: Referendumo rezultatai           |           |       |

После референдума в столице Литве Вильнюсе прошли торжества. Праздничный концерт состоялся возле президентского дворца, президент Паксас поприветствовал собравшихся словами «Привет, европейцы!». Президентом Европейской комиссии Романо Проди поздравил Литву с результатами референдума.
Больше всего сторонников евроинтеграции оказалось в Алитусе, где за вступление высказалось 95,24 % избирателей участвовавших в голосовании. Больше всего противников членства Литвы в ЕС было зафиксировано в Шальчининкском районе, в котором против вступления проголосовало 20,60 % избирателей. Активнее всего голосовали жители Неринги (79,76 % от общего числа избирателей), наименьшую активность продемонстрировали висагинцы (37,32 % избирателей).

## Последствия референдума
1 мая 2004 года Литва стала полноценным членом Европейского союза вместе с девятью другими странами — Чехией, Эстонией, Кипром, Латвией, Польшей, Мальтой, Словакией, Словенией и Венгрией.